# Centrocercus
Genre
Synonymes
- Centrocircus Swainson, 1836

Le genre Centrocercus regroupe deux espèces de tétras néarctiques appartenant à la sous-famille des Tetraoninae. 

## Liste des espèces
D'après la classification de référence (version 2.2, 2009) du Congrès ornithologique international (ordre phylogénique) :
- Centrocercus urophasianus – Tétras des armoises
- Centrocercus minimus – Tétras du Gunnison